# アブラヘル
アブラヘル（Abrahel）は、ニコラ・レミの『悪魔崇拝 三部作』で言及されている、1581年に出現したサキュバス。

## 概要
アブラヘルという名のサキュバスは、ダルハイムに住むペトローン・アルメンテリウスという男の前に現れた。アルメンテリウスが彼女を抱きしめると、彼の四肢は硬直した。
アブラヘルはアルメンテリウスを唆して彼の息子を殺させた。アルメンテリウスは深く後悔し、自殺を図ろうとしたが、アブラヘルは自分を崇拝するならば息子を生き返らせようと彼に持ち掛けた。アルメンテリウスが承諾すると、息子は生き返ったかのように見えたが、それは全て幻影で、たちまちまた死んでしまい、腐敗臭がし始めた。